# TSV Bassum
Der TSV Bassum (offiziell: Turn- und Sportverein Bassum von 1858 e.V. ) ist ein Sportverein aus der Stadt Bassum im Landkreis Diepholz in Niedersachsen. Der Verein besitzt unter anderem Sparten für Fußball, Handball, Schwimmen, Tischtennis, Basketball und Volleyball.

## Vereinsgeschichte
Der TSV Bassum sieht sich in der Tradition eines im Rahmen der Turnbewegung entstandenen Turnvereins, dem 1858 eine Fahne gestiftet wurde. Vorgängervereine waren auch der 1861 gegründete Männerturnverein (MTV) Bassum und der 1883 gegründete Turnverein „Jahn“. Der 1911 wurde in Bassum der Fußballclub „Spiel und Sport“ gegründet, der kurze Zeit darauf dem Turnverein Jahn beitrat. Nach der Auflösung aller alten Sportvereine durch die britische Besatzungsmacht gründeten ehemalige Angehörige des Turnvereins Jahn am 3. Dezember 1945 den TSV Bassum.

## Fußballabteilung
In der Spielzeit 1947/48 belegte der TSV Bassum den 13. und letzten Platz der Staffel Bremen der Landesliga Niedersachsen/Bremen und stieg damit ab. Seitdem spielte der Verein fast durchgehend in unteren Spielklassen des Niedersächsischen Fußballverbandes bis zur Bezirksliga aufwärts. Lediglich zu den Spielzeiten 1957/58 und 1959/60 gelang der Aufstieg in die damals zweithöchste niedersächsische Amateurklasse, die Amateurliga, dem jeweils wieder der sofortige Wiederabstieg folgte.
Nach dem Abstieg aus der Bezirksklasse im Jahr 2003 spielte der TSV Bassum bis 2008 in der Kreisliga Diepholz, dann bis 2013 in der Bezirksliga, in der Saison 2013/14 wieder in der Kreisliga und seitdem wieder in der Bezirksliga. Im Jahre 2022 stiegen die Bassumer erneut in die Kreisliga ab.
Im Spieljahr 2015/2016 schafften die B-Junioren des TSV Bassum die Meisterschaft in der Bezirksliga Hannover und stiegen dadurch in die Landesliga Hannover auf.